# 新民古城遺址
新民古城遺址位於四川省涼山彝族自治州越西縣，文物遺址年代判定為元代。2007年6月1日公佈為四川省第七批文物保護單位。